# オルビス
オルビス株式会社（英: ORBIS Inc.）は、東京都品川区に本社を置く、化粧品・栄養補助食品・ボディウェア（下着等）の通信販売業の企業。

## 概要
主に通信販売を販売チャネルとする。売上高は2011年現在業界2位。
主力商品である化粧品は肌に負担をかけない素材を使用することに重点を置いている。また、パッケージは簡素化しリフィル形式を採用する。一品から送料無料である。メディアを使った広告宣伝は少なく、対面接客販売方式の実店舗と口コミによる営業展開をしている。

## 商品
- 化粧品：「アクアフォースシリーズ」や「クリアシリーズ」というシリーズ基礎化粧品以外にポイントメイクアップ用品、メンズシリーズなど
- ダイエット：一食おきかえ食品やサプリメント
- 栄養補助食品：ローヤルゼリーやマルチビタミン＆ミネラルなどのサプリメント
- ボディウェア：ブラジャーやショーツ、パジャマなど

## 沿革
- 1985年 - ポーラ化粧品本舗（現･ポーラ）の通販部門として設立。
- 1986年 - 市場調査開始、オイルカットスキンケア、ビタミン・ミネラル食品、機能性ボディウェアの3分野テスト商品完成、通信販売テスト開始
- 1987年 - 事業本格展開（首都圏） 、流通センター稼働（埼玉県草加市）
- 1988年 - 全国展開へ拡大、カタログ誌創刊
- 1989年 - 本社ビルを東京都目黒区より品川区荏原へ移転
- 1991年 - 八潮流通センター稼働（埼玉県八潮市）
- 1992年 - 本社ビルを東京都品川区平塚へ移転
- 1999年 - オルビス・ザ・ネット（ECサイト）オープン
- 2001年 - 韓国オルビス設立、
- 2005年 - 書籍「きれいをつくる」発行、香港オルビス・ザ・ショップ1号店オープン、雑誌「Oeau」刊行
- 2006年 - 台湾オルビス設立
- 2007年 - 株式会社ポーラ・オルビスホールディングス設立
- 2008年 - 北京オルビス設立
- 2010年 - 株式会社ポーラ・オルビスホールディングス　東京証券取引所市場第一部上場
- 2013年 - オルビスアジア太平洋地域統括本社設立

## 店舗
以下の都道府県及び海外に直営店「オルビス・ザ・ショップ」がある。
- 北海道
- 青森
- 宮城
- 福島
- 茨城
- 栃木
- 群馬
- 埼玉
- 千葉
- 東京
- 神奈川
- 新潟
- 富山
- 石川
- 静岡
- 愛知

- 京都
- 大阪
- 兵庫
- 奈良
- 島根
- 岡山
- 広島
- 香川
- 愛媛
- 高知
- 福岡
- 佐賀
- 長崎
- 熊本
- 鹿児島

- 香港（7店舗）
- 台湾台北（3店舗）
- 台湾台中（1店舗）
- 台湾高雄（1店舗）
- 韓国ソウル（2店舗）

## イメージキャラクター
現在
- 篠原涼子[4]

過去
- 安田成美
- はな
- 多部未華子
- アリス＝紗良・オット
- 植田真梨恵
- 三浦春馬[5]
- 黒田エイミ[5]